# GREEN DAYS (槇原敬之の曲)
「GREEN DAYS」（グリーン・デイズ）は、槇原敬之の楽曲。2007年8月15日にJ-moreより36枚目のシングルとして発売された。

## 解説
エイベックス移籍第1弾シングル。アルバム『悲しみなんて何の役にも立たないと思っていた。』からの先行シングル。「ココロノコンパス」以来、約2年ぶりのドラマ主題歌。この曲でテレビ朝日『ミュージックステーション』（2007年8月17日放送）に6年ぶりに出演、16年ぶりに2回目のNHK紅白歌合戦へ出場。

## タイアップ
- フジテレビ系ドラマ『牛に願いを Love&Farm』主題歌（＃1）
- トヨタ自動車「ラクティス」CMソング[注 1]（＃1）
- NTT東日本 CMソング（＃2）

## 収録曲
作詞・作曲・編曲：槇原敬之
1. GREEN DAYS (4:45)
  - 「青春」をテーマとした楽曲で[6]槇原は「人間はいくつになっても分からないことがたくさんあるけど、それをわからないと諦めるのではなく、ホントのことを探していこうよ。だからホントのことを探している間はみんな一緒だということを言いたい」「青春とは青臭いものではなく、答えを探し続けること」とコメントしている[4]。「GREEN DAYS」という言葉は元々は音楽プロデューサーの須藤晃[注 2]が槇原と話をした際に発したもの[注 3]であり、その場で須藤の許可をとったうえでタイトルに使用している[7]。
  - 曲の冒頭の「ほどけた靴ひもを直そうと君がしゃがんだら」というフレーズは、槇原の実体験に基づいたもので、「靴紐を結びながら顔を上げたら、目の前に並木道が広がっていて、これが僕らが進むべき道なんじゃないかと思えたことがあった」と語っている[4]。
2. どんなときも。'07 (4:41)
  - 3rdシングルの新録バージョンで、打ち込みを多用したアレンジ。
  - NTT東日本 CMソング
3. GREEN DAYS（Backing Track）(4:44)
4. どんなときも。'07（Backing Track）(4:39)

## 収録アルバム
GREEN DAYS
- 悲しみなんて何の役にも立たないと思っていた。
- Noriyuki Makihara 20th Anniversary Best LIFE
- SYMPHONY ORCHESTRA CONCERT "cELEBRATION 2010" 〜Sing Out Gleefully!〜